# PKP řada Tp1

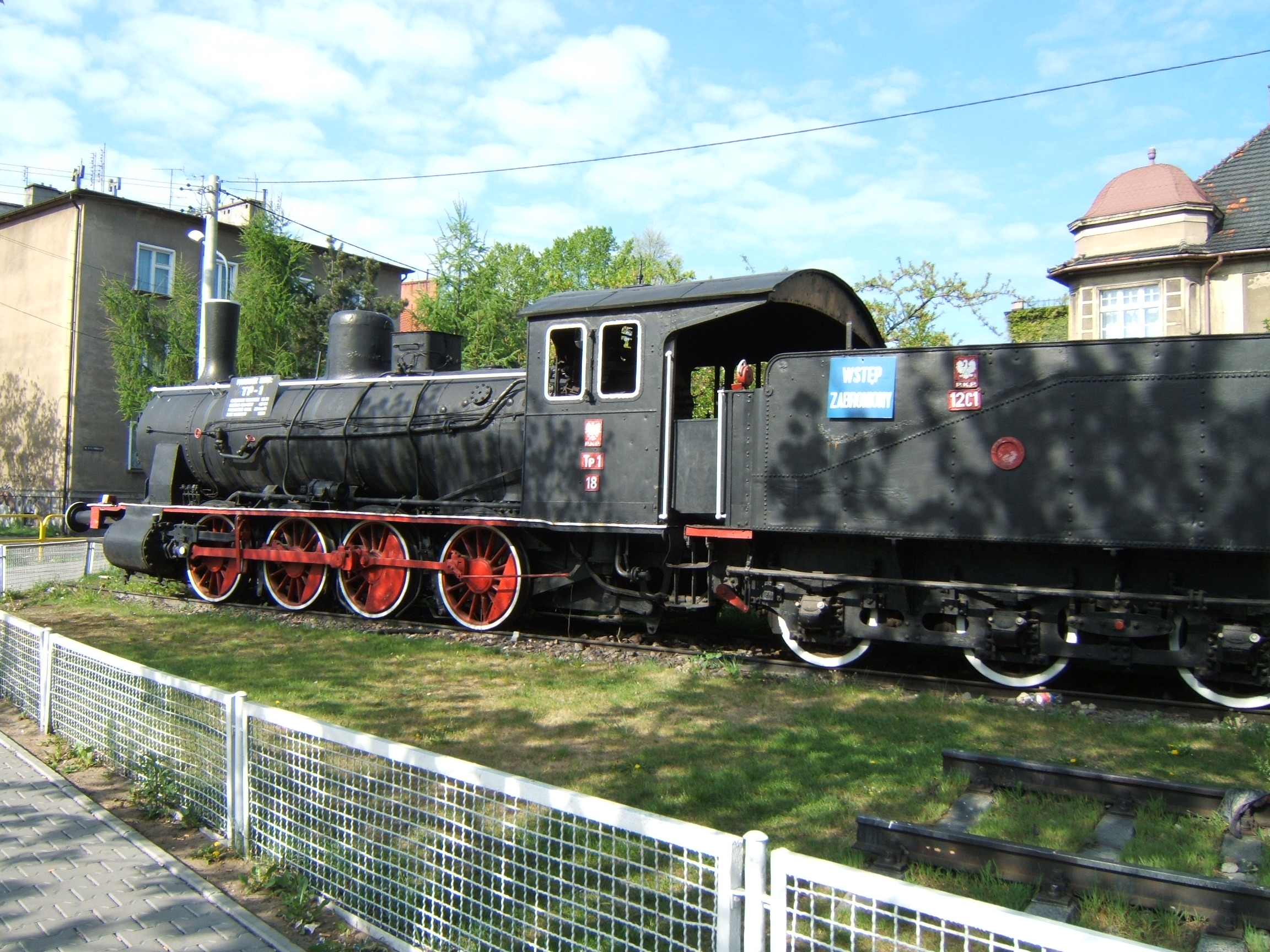
Lokomotiva Tp1

Tp1 je polská parní lokomotiva, vyráběná v letech 1893 až 1916 v továrně Henschel v Kassel. Lokomotivy tohoto typu byly používány především k přepravě zboží při výrobě a zpracování uhlí. Bylo vyrobeno asi 1202 kusů.